# 輪島市ケーブルテレビ
輪島市ケーブルテレビ（わじましケーブルテレビ）は、石川県輪島市が運営するケーブルテレビ事業である。
行政情報や災害情報を情報ネットワークを利用して市民に提供する目的で2007年（平成19年）9月に条例が制定され、2008年（平成20年）4月に開局した。サービスは、テレビ放送やインターネットのほか、加入者宅に音声告知端末が設置され災害緊急情報を聞くことができる。

## サービスエリア
- 輪島市内全域

## 主な放送チャンネル

### テレビ局
| ID | 放送局               |
| -- | -------------------- |
| 1  | NHK総合・金沢        |
| 2  | NHKEテレ・金沢       |
| 4  | テレビ金沢           |
| 5  | 北陸朝日放送         |
| 6  | MROテレビ            |
| 8  | 石川テレビ           |
| 9  | 輪島市情報チャンネル |

BS放送・CS放送
| 放送局                             |
| ---------------------------------- |
| NHK BS                             |
| BS日テレ                           |
| BS朝日                             |
| BS-TBS                             |
| BSテレ東                           |
| BSフジ                             |
| BS11デジタル                       |
| Twellv                             |
| ウエザーニュース                   |
| CS放送                             |
| チャンネル700                      |
| ショップチャンネル                 |
| QVC                                |
| お天気チャンネル                   |
| GAORA                              |
| 日テレG+                           |
| ゴルフネットワーク                 |
| 日本映画専門チャンネル             |
| 時代劇専門チャンネル               |
| FOX                                |
| AXN                                |
| ザ・シネマ                         |
| テレ朝チャンネル                   |
| スペースシャワーTV                 |
| アニマックス                       |
| キッズステーション                 |
| 日テレニュース24                   |
| ヒストリーチャンネル               |
| ナショナルジオグラフィック         |
| アグリネット（グリーンチャンネル） |
| グリーンチャンネル（東）           |
| グリーンチャンネル（西）           |
| 東映チャンネル                     |
| 衛星劇場                           |
| SPEEDチャンネル                    |
| J sports 4                         |

- BS放送・CS放送は、STBにより視聴する方式となっている。
- 公式サイトでは、チャンネル番号の公表はない。
- 音声告知端末は緊急地震速報の伝達にも対応している。（出典「広報わじま2007年9月号」）
- アナログ放送は2011年7月24日に放送終了。